# Hamburger pho mát
Hamburger pho mát hay Burger phô mai (tên tiếng Anh: Cheeseburger) là một loại hamburger với topping là pho mát. Theo truyền thống, miếng pho mát thường được đặt bên trên miếng thịt. Người ta thường cho thêm pho mát vào miếng thịt bò xay đang nấu trong thời gian ngắn (trước khi phục vụ), điều này tạo điều kiện cho pho mát trở nên tan chảy. Ngoài ra, hamburger pho mát cũng có những biến tấu khác nhau về kết cấu, thành phần hoặc là cách bố trí. Cũng giống như nhiều loại hamburger khác, một chiếc bánh hamburger pho mát có thể chứa các topping như xà lách, cà chua, hành tây, dưa chuột muối chua, thịt xông khói, sốt mayonnaise, tương cà và mù tạt.
Trong các nhà hàng thức ăn nhanh, pho mát sử dụng trong hamburger pho mát thường là loại đã qua chế biến. Các loại pho mát dễ tan chảy khác cũng có thể được sử dụng để thay thế, đơn cử như cheddar, Thụy Sĩ, mozzarella, pho mát xanh, hay pepper jack.

## Nguồn gốc

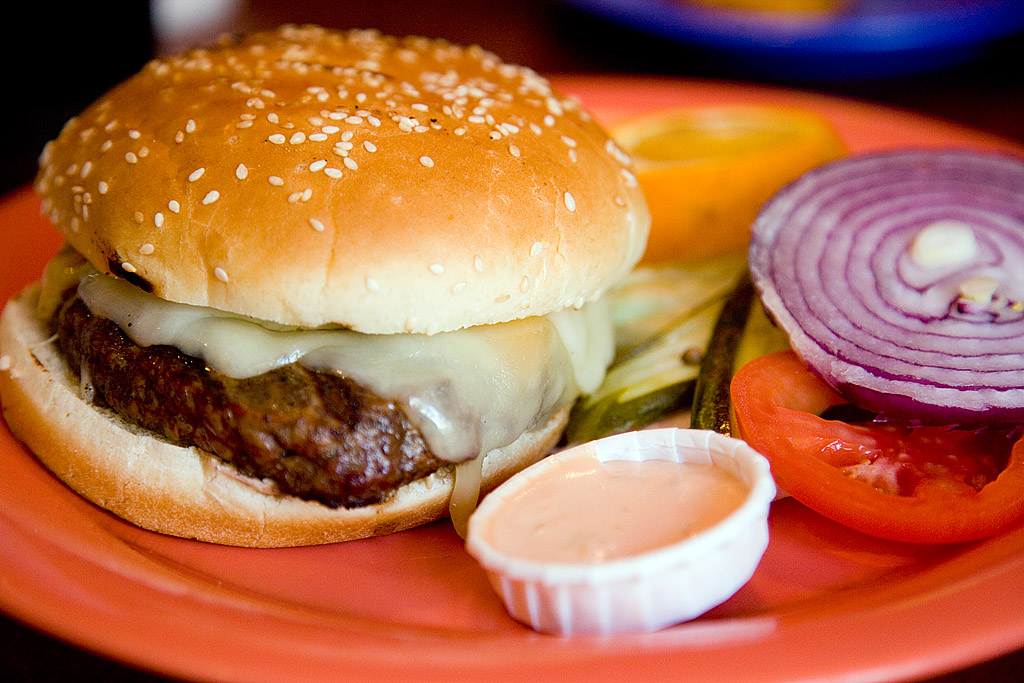
Một chiếc bánh hamburger pho mát

## Thành phần

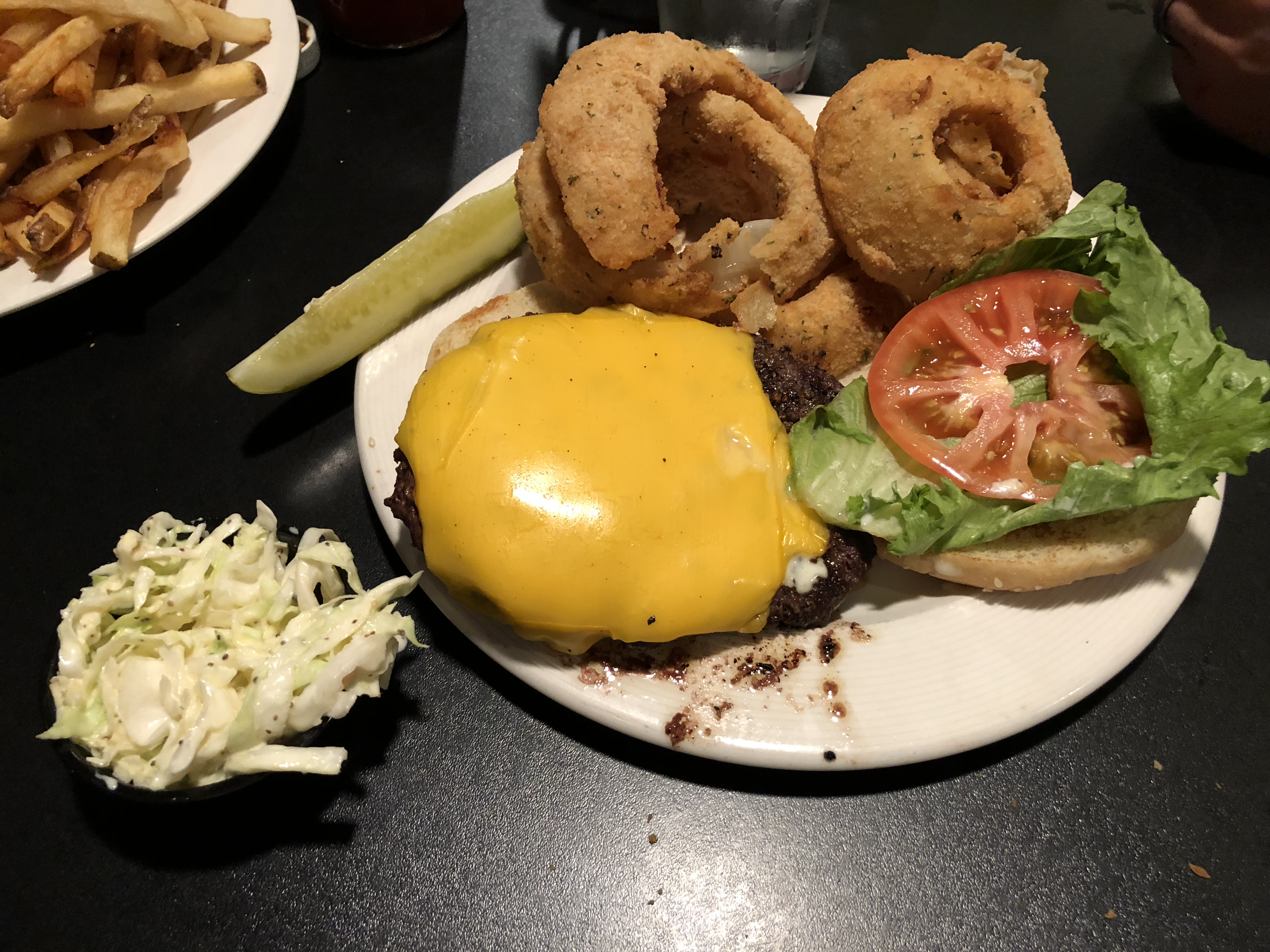
Một vài thành phần làm bánh

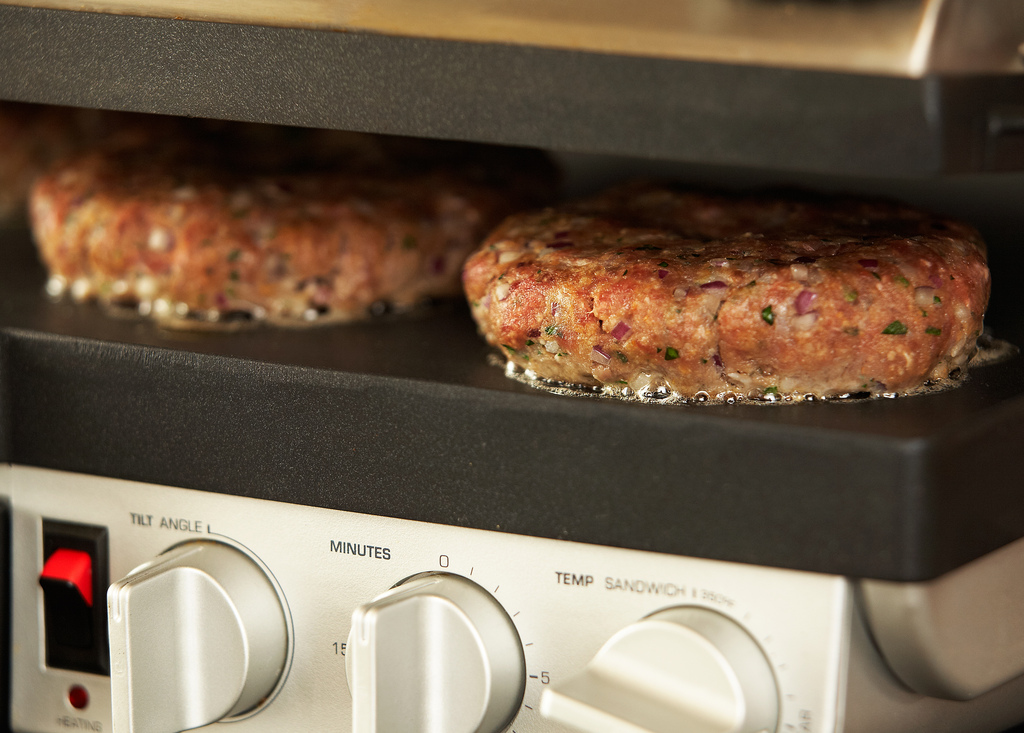
Thịt bò xay đang nướng

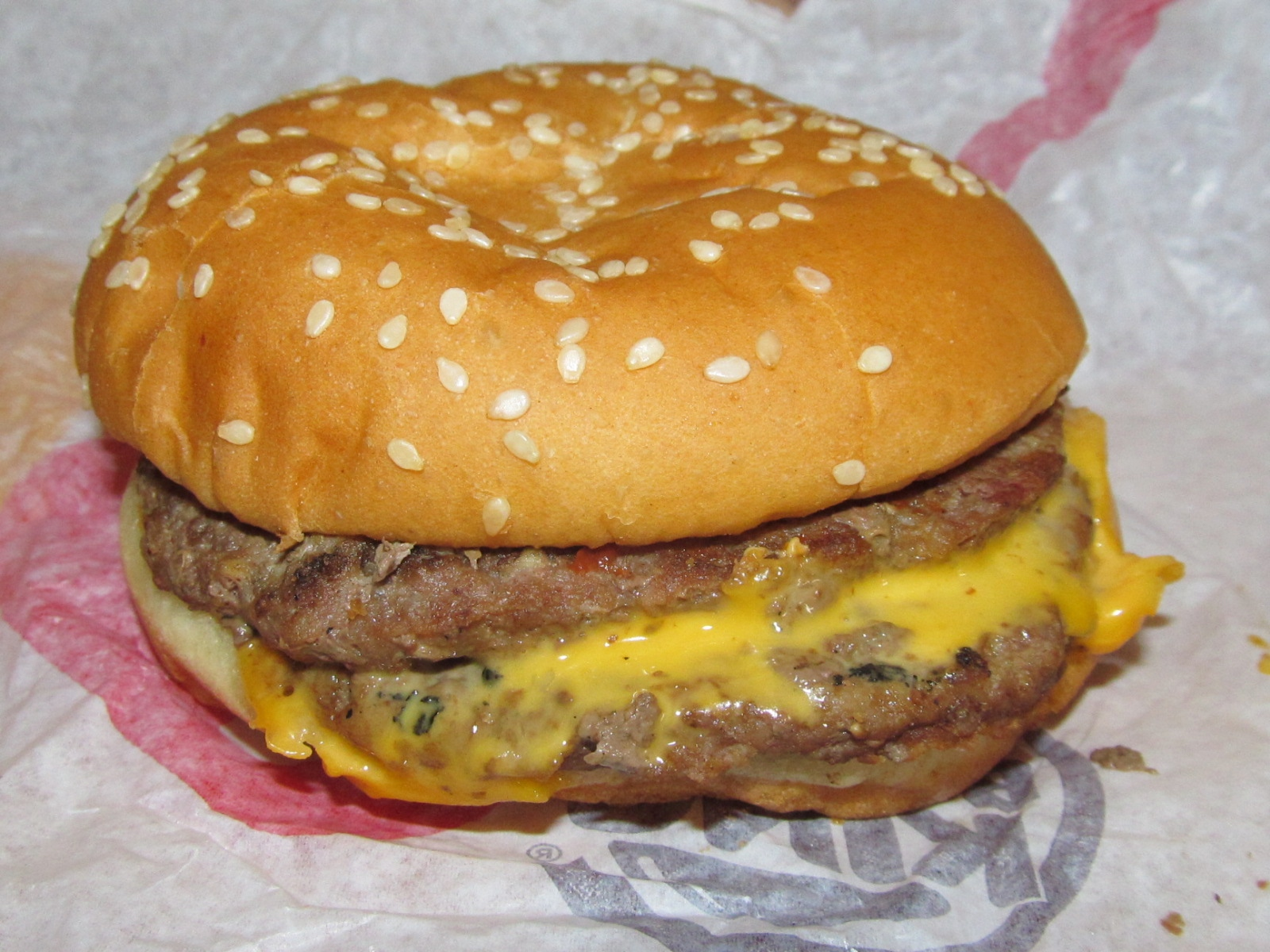
Hamburger pho mát đôi

## Hình ảnh

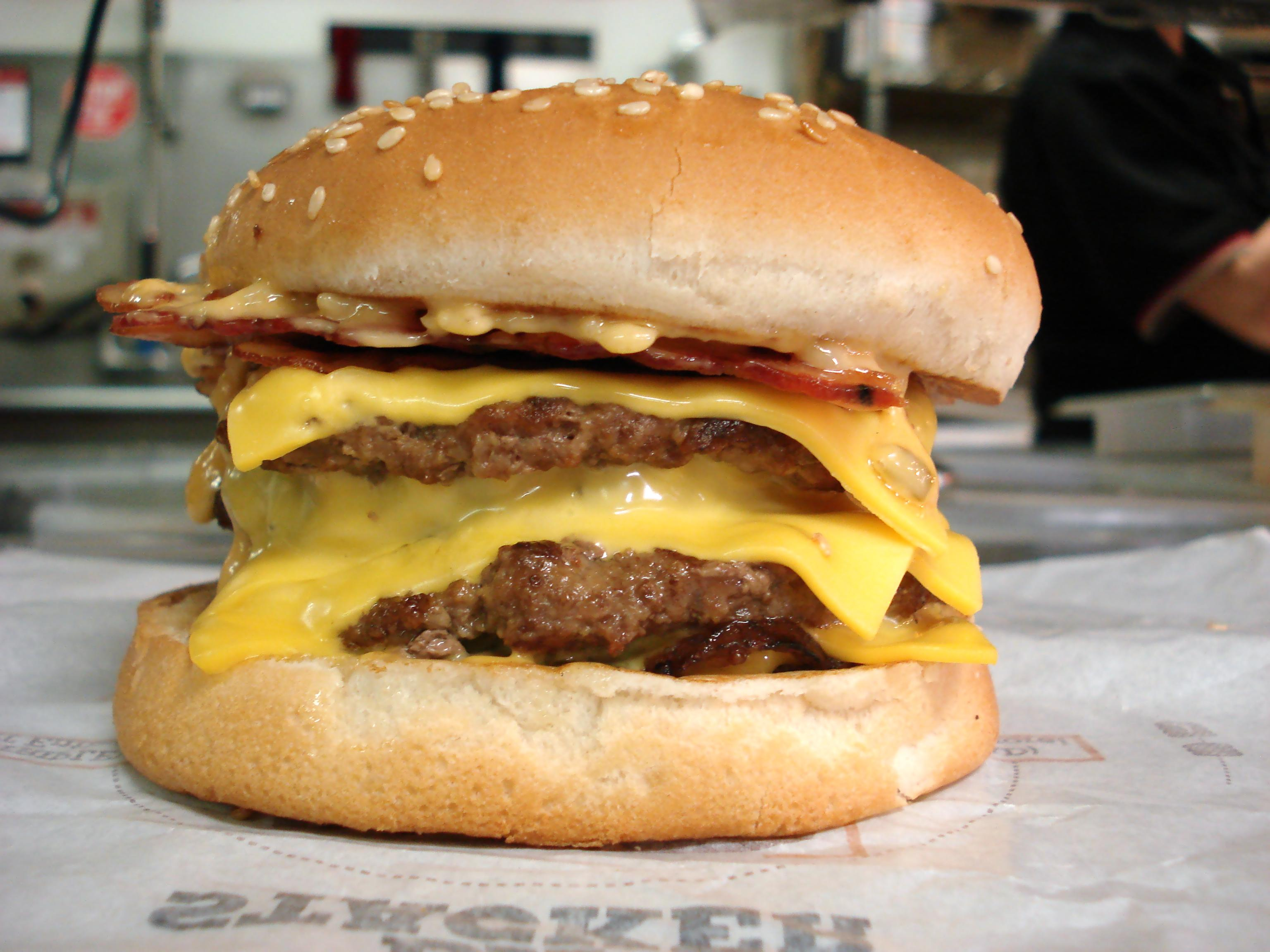
Một chiếc bánh hamburger pho mát "Quad Stacker" của Burger King, gồm thịt xông khói và bốn miếng thịt
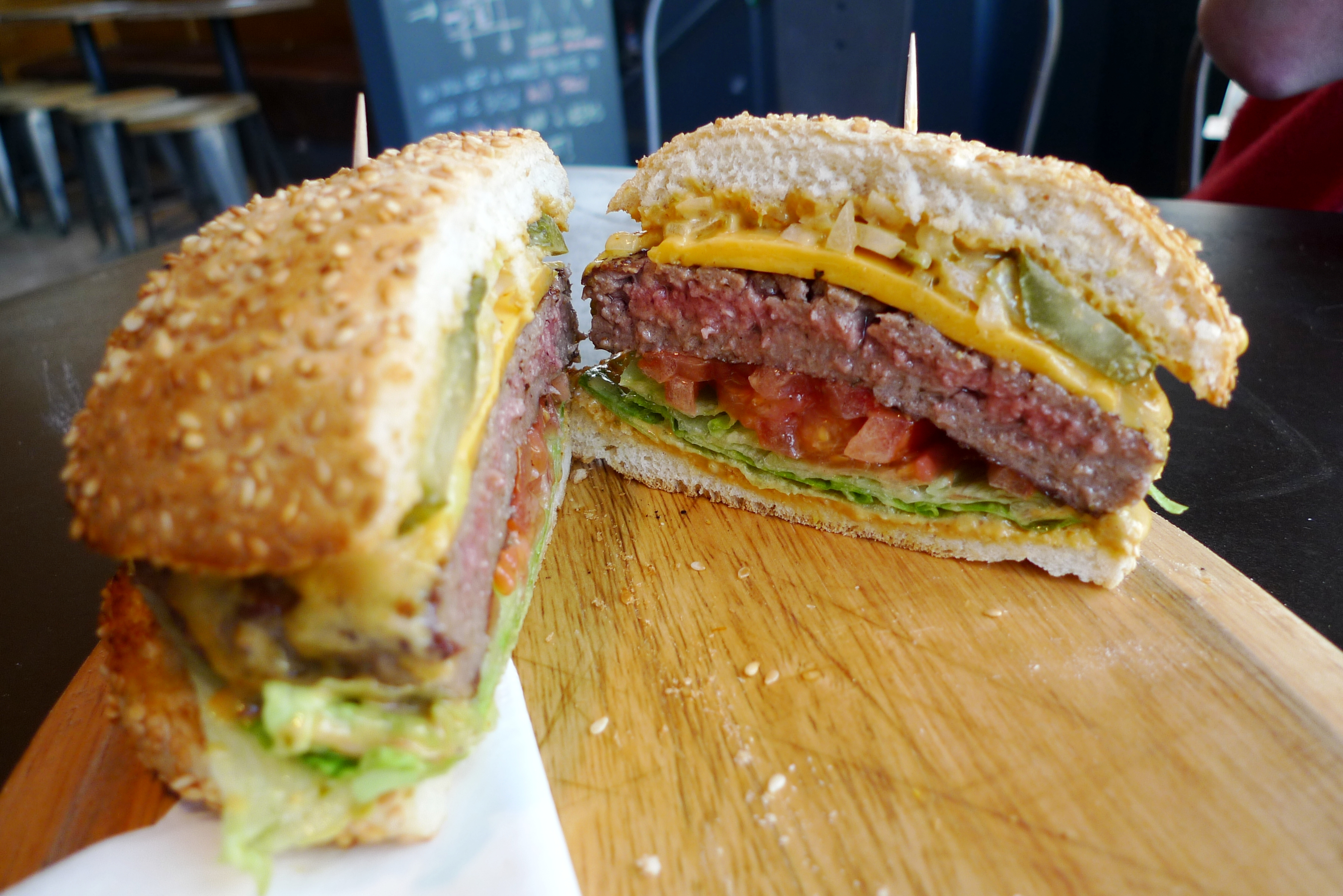
Hamburger pho mát tại một nhà hàng ở Camden Town, Luân Đôn
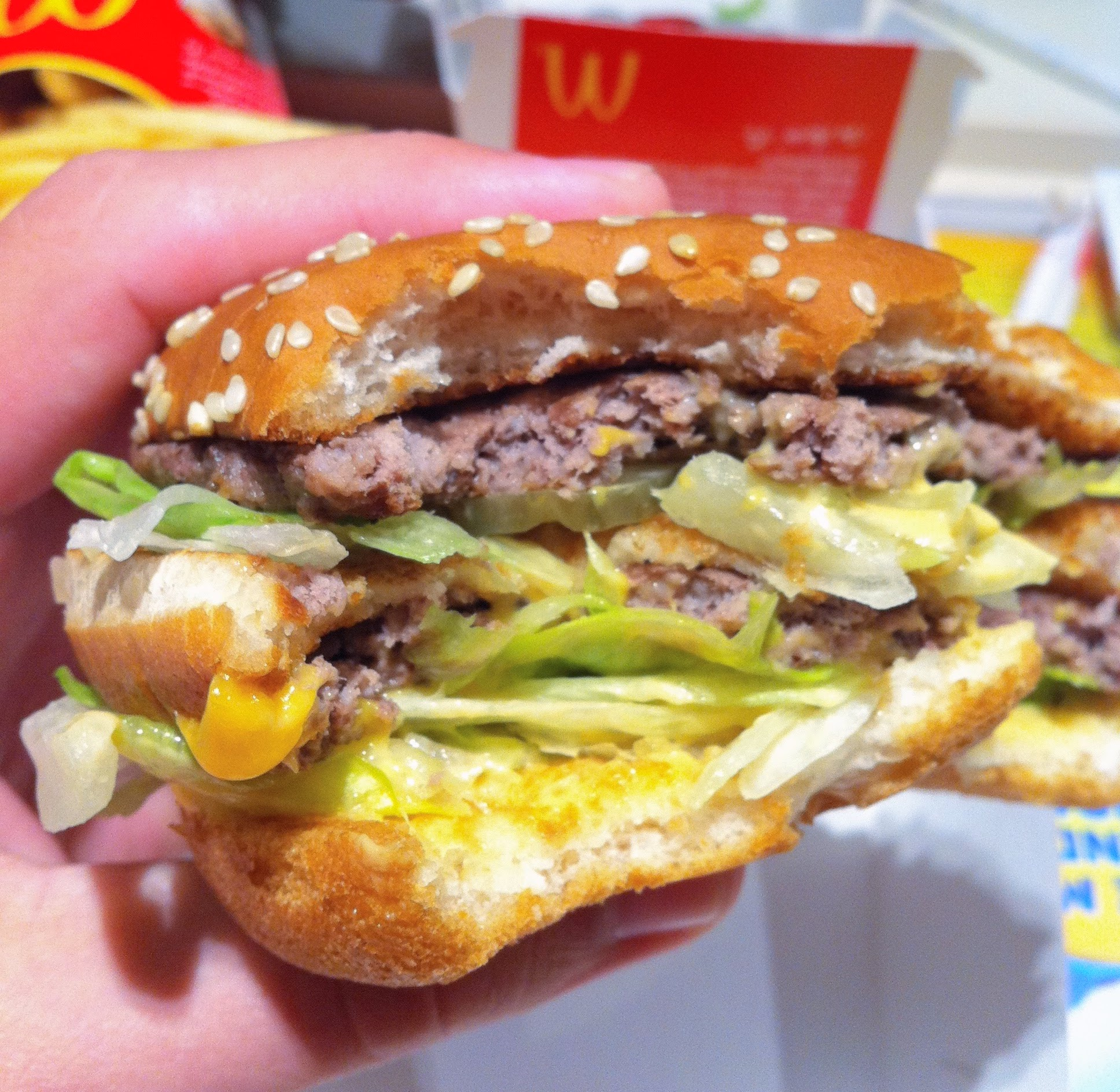
Một cái Big Mac của McDonald's
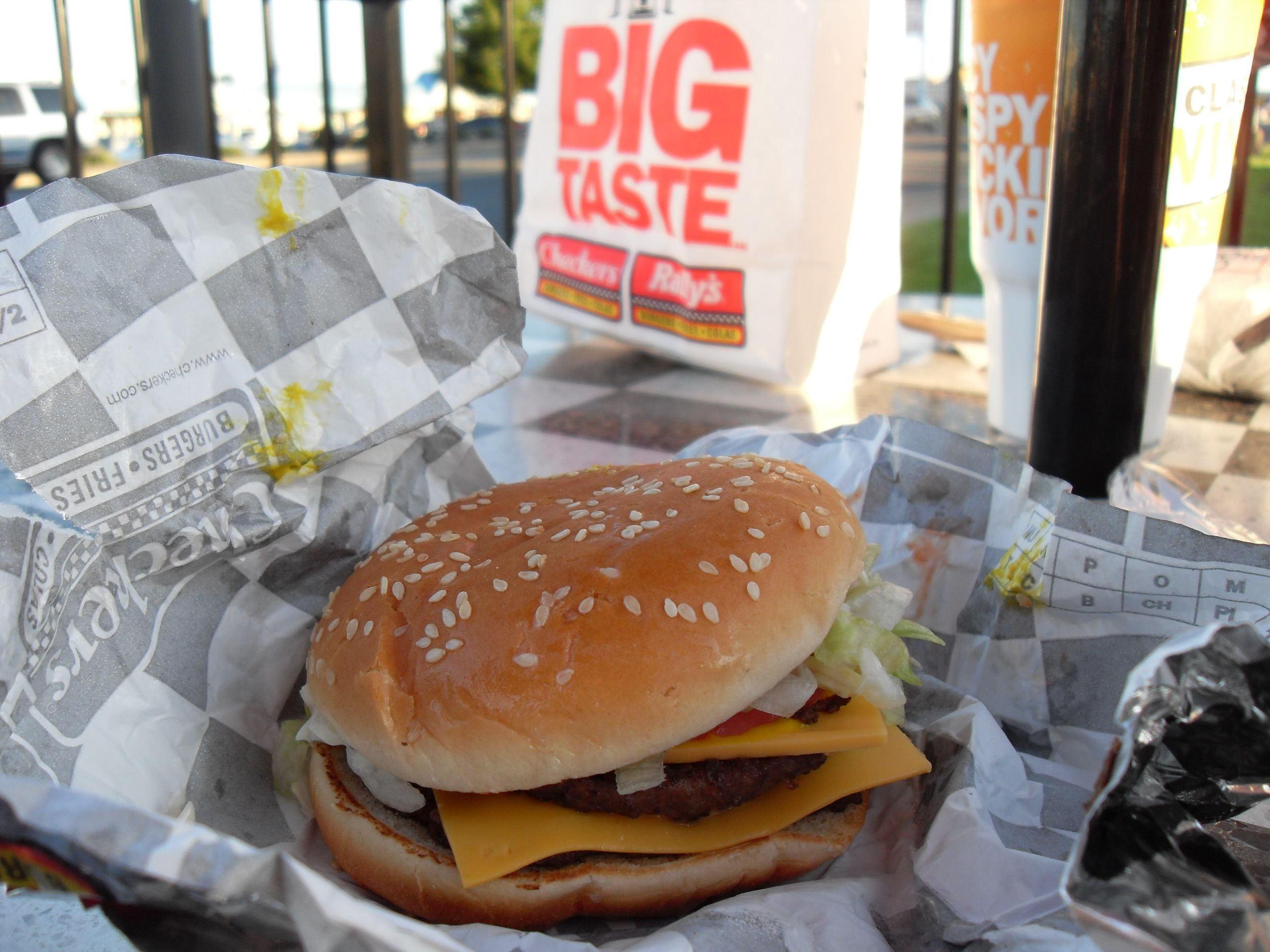
Hamburger pho mát với hai lát pho mát
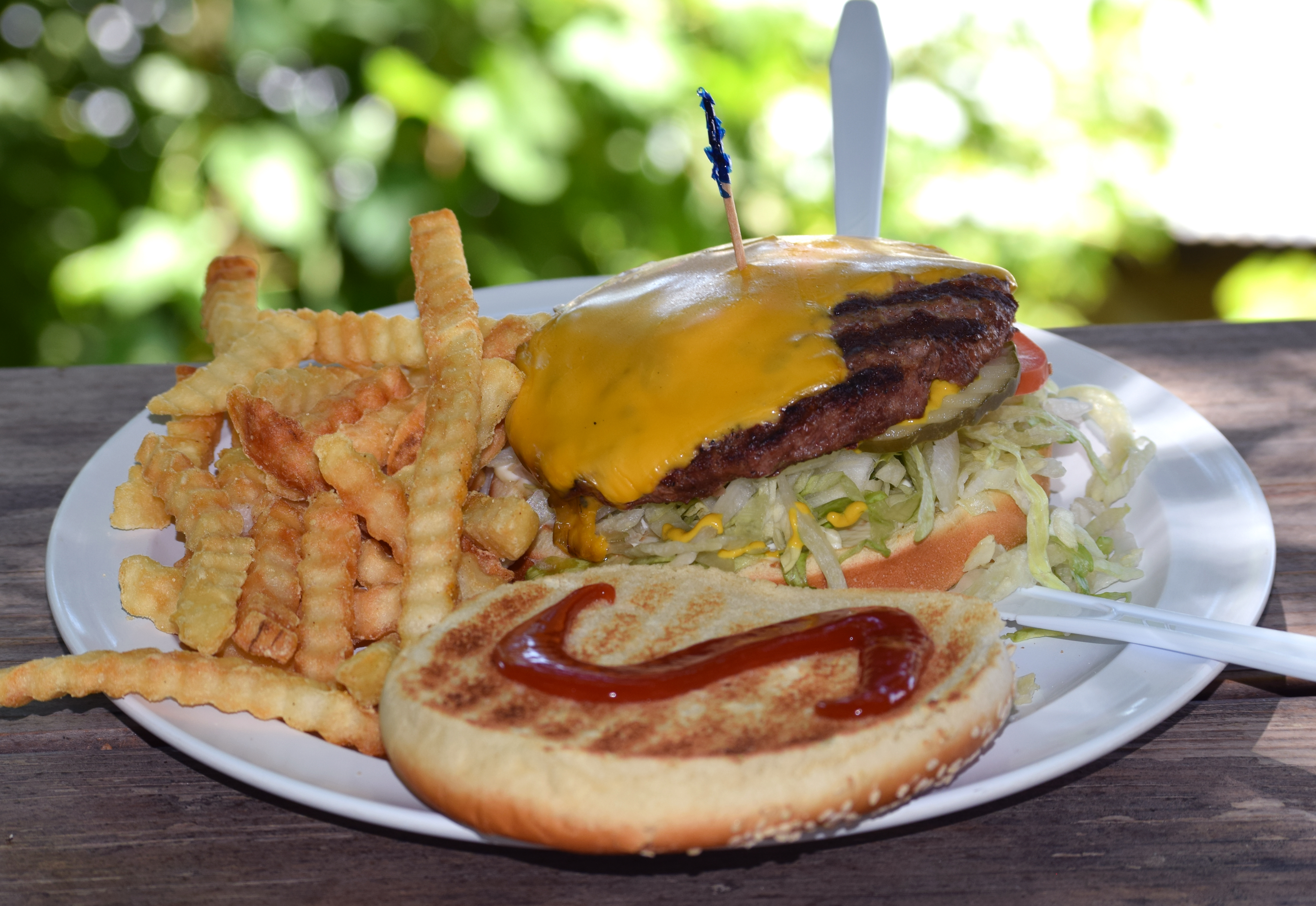
Hamburger pho mát ăn kèm khoai tây chiên
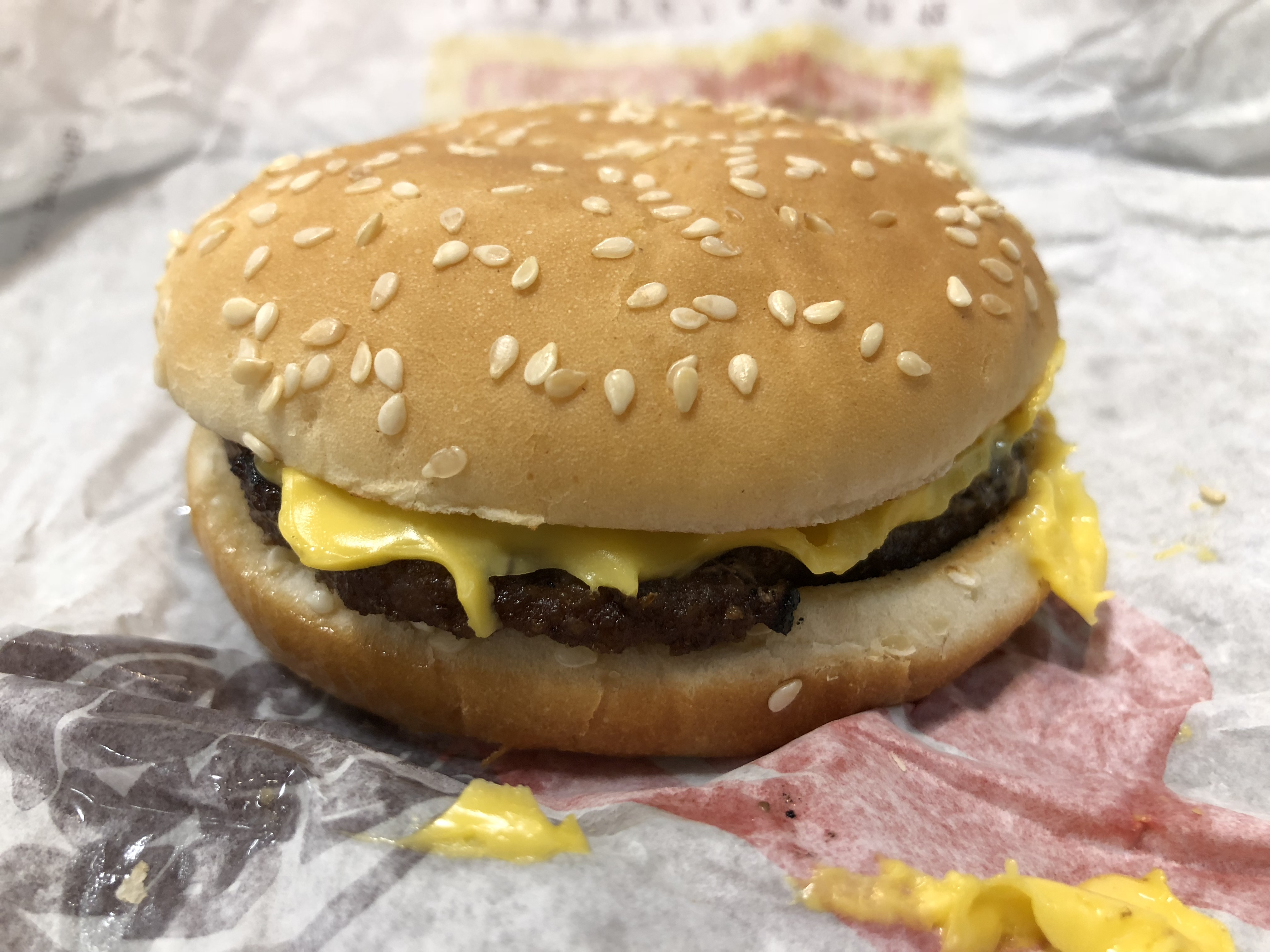
Hamburger pho mát của Burger King ở quận Fairfax, Virginia